# Brjanskfront

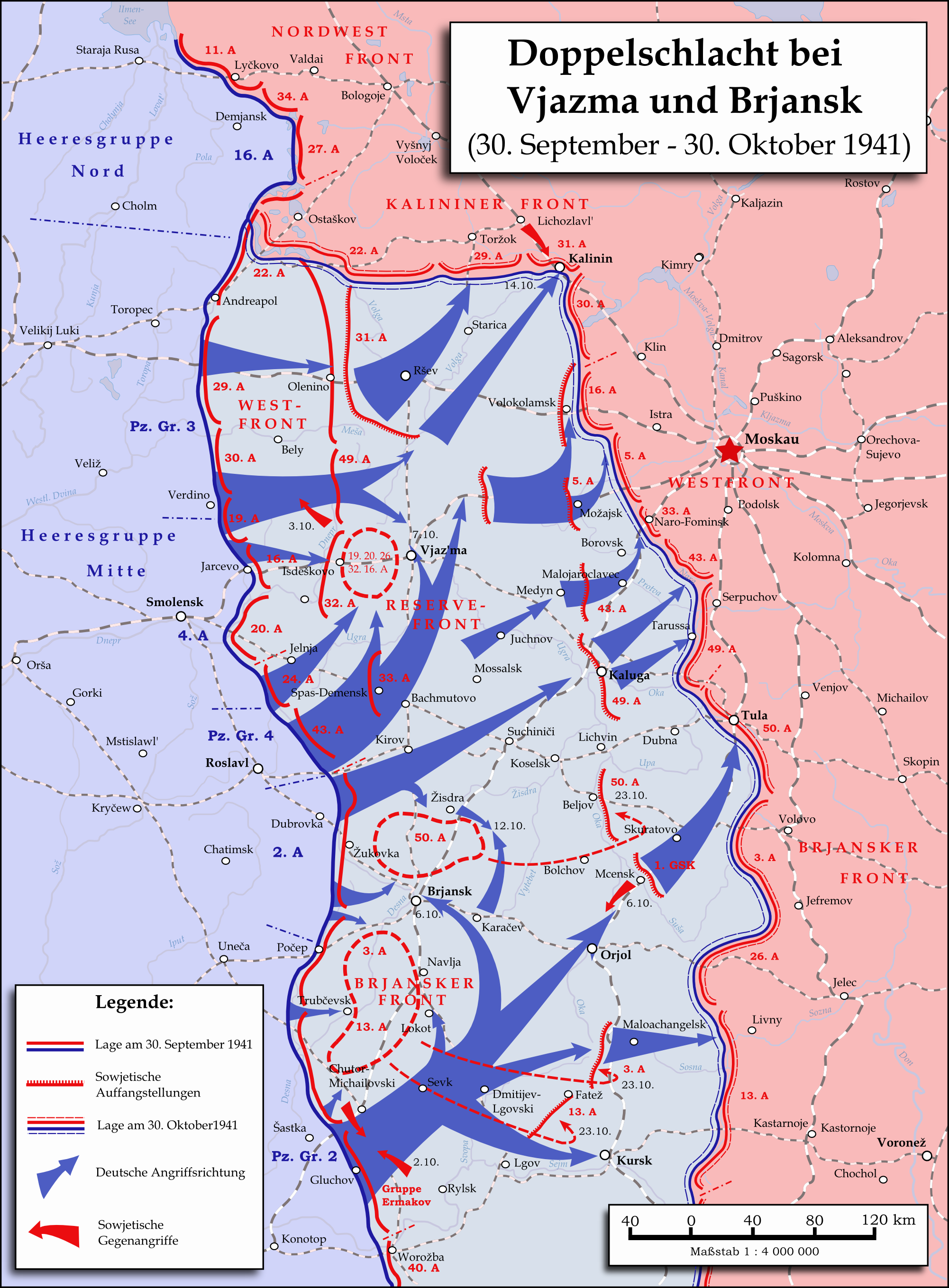
Slagen bij Vjazma van 2 tot 20 oktober 1941 en Brjansk van 30 september tot 23 oktober 1941

Het Brjanskfront (Russisch: Брянский фронт) was een legergroep (front) van het Rode Leger (Sovjet-Unie) die in de Tweede Wereldoorlog Brjansk verdedigde tegen de Operatie Barbarossa. Het werd driemaal opgericht en ontbonden.

## 16 augustus tot 10 november 1941
Het Brjanskfront werd op 16 augustus 1941 opgericht vanuit het Centraal Front en het Reservefront om Brjansk te verdedigen.

### Commandanten
- kolonel-generaal Andrej Jeremenko: 16 augustus - 7 oktober 1941 (gewond)
- generaal-majoor Michail Petrov 7 - 10 oktober 1941 (gesneuveld)
- generaal-majoor Georgi Zacharov: 14 oktober - 10 november 1941

### Slagorde
Het 13e Leger van generaal-majoor Konstantin Goloebev en vanaf 31 augustus generaal-majoor Avksentij Gorodnjanski week terug naar het zuiden en zuidoosten onder de aanval van het 2e Pantserleger van Heinz Guderian.
Het nieuw opgerichte 50e Leger van generaal-majoor Michail Petrov dekte de bres tussen het 13e Leger en het Reservefront.
Op 26 augustus werd het Centraal Front ontbonden en het 3e Leger en het 21e Leger gingen over naar het Brjanskfront.
Het 21e Leger van luitenant-generaal Vasili Koeznetsov verenigde de troepen van het 3e en 21e leger en trok zich terug uit het gebied van Gomel en Mozyr.

### Veldslagen
- Slag om Smolensk (1941) sinds 14 augustus:
  - Verdedigingsoperatie Gomel-Troebtsjevsk - van 14 tot 30 augustus 1941
  - Offensieve operatie Roslavl-Novozybkovsk - van 30 augustus tot 12 september 1941
- Slag om Moskou:
  - Defensieve operatie Orjol-Brjansk- van 30 september tot 23 oktober 1941
  - Toela defensieve operatie - van 24 oktober tot 10 november 1941.

Van 30 augustus tot 12 september vochten de troepen van het Brjanskfront bij Roslavl en Novozybkovsk. Van 31 augustus tot 9 september leverden ze een grote tankslag op 18 km ten westen van Troebtsjevsk. De 141e tankbrigade en de 108e tankdivisie vochten met 200 tanks recht van de trein tegen de 300 tanks van het 47e Pantserkorps van Heinz Guderian.
Hierdoor kon het 13e Leger op adem komen, aanvullen en samen met het 3e leger, weer deelnemen aan de strijd, de opmars van de Duitsers stoppen, 40 km terugdrijven en 16 nederzettingen bevrijden. Midden september 1941 hadden de Duitsers nog maar een kwart van hun tanks gevechtsklaar. Franz Halder schreef op 14 september 1941 in zijn oorlogsdagboek:

De situatie met tanks in de 2. Panzergruppe:
3e Pantserdivisie - gevechtsklare tanks - 20%, reparatie nodig en onherstelbare verliezen – 80%;
4e Pantserdivisie - gevechtsklare tanks - 20%, reparatie nodig en onherstelbare verliezen – 71%;
17e Pantserdivisie - gevechtsklare tanks - 29%, reparatie nodig en onherstelbare verliezen – 79%;
18e Pantserdivisie - gevechtsklare tanks - 31%, reparatie nodig en onherstelbare verliezen – 69%.
Zo bleef 25% van de gevechtsklare tanks in de 2. Panzergruppe.

Heinz Guderian schreef in zijn memoires over de veldslagen tussen Pochep en Troebtsjevsk:
"Hier stuitten we voor het eerst op fanatiek Russisch verzet."
Maarschalk van de Sovjet-Unie Andrej Jeremenko schreef:

Voor de periode van 14 augustus tot 30 september 1941 moet worden gezegd dat de tegenaanvallen van de fronttroepen, vooral de tegenaanval in de regio Troebtsjevsk, onze troepen in staat stelden waardevolle tijd te winnen om troepen en middelen voor te bereiden op nieuwe, beslissende veldslagen in de strategische richting van Moskou.

Op 30 september begon Heeresgruppe Mitte een offensief tegen Moskou.
Op 1 oktober 1941, als onderdeel van Operatie Typhoon brak het 2e Pantserleger van Heinz Guderian 60 km door de verdediging van het 13e Leger.
Op 1 oktober bezette het 24e Gemotoriseerde Korps van de Wehrmacht Sevsk.
De commandant van het Brjanskfront, kolonel-generaal Andrej Jeremenko, raakte gewond.
Op 7 oktober 1941 nam generaal-majoor Michail Petrov daarom het commando over, maar hij sneuvelde op 10 oktober. Generaal-majoor Georgi Zacharov verving hem op 14 oktober.
Op 20 oktober 1941 was het Brjanskfront omsingeld bij Troebtsjevsk.
Op 26 oktober 1941 trokken de troepen van het Brjanskfront zich terug naar de lijn Doebna – Plavsk – Verchovje - Livny - Kastornoje.
Het Brjanskfront werd op 10 november 1941 ontbonden.

## 24 december 1941 tot 12 maart 1943
Het Brjanskfront werd op 24 december 1941 voor de tweede keer gevormd uit het Voronezjfront.

### Commandanten
- kolonel-generaal Jakov Tsjerevitsjenko: 24 december 1941 - 2 april 1942
- luitenant-generaal Filipp Golikov: 2 april - 7 juli 1942
- luitenant-generaal Nikandr Tsjibisov: 7 - 13 juli 1942
- luitenant-generaal Konstantin Rokossovski: 14 juli - 27 september 1942
- kolonel-generaal Mark Rejter: 28 september 1942 - 12 maart 1943

### Slagorde
- 3e Leger (Sovjet-Unie)
- 13e Leger (Sovjet-Unie)
- 40e Leger (Sovjet-Unie)
- 48e Leger (Sovjet-Unie)
- 5e Tankleger (Sovjet-Unie)
- 2e Luchtleger

### Veldslagen
De troepen van het front namen deel aan Fall Blau, aan de operatie Volchov, aan de verdedigingsoperatie Voronezj-Vorosjilovgrad, aan de offensieve operatie Voronezj-Charkiv, aan de operatie "Klein Archangelsk", de Slag om Koersk.
12 maart 1943 ging het Brjanskfront op in het Reservefront.

## 28 maart tot 10 oktober 1943
Het Brjanskfront werd de derde keer opgericht op 28 maart 1943 vanuit het Orjolfront met als doel om Brjansk te bevrijden.

### Commandanten
- kolonel-generaal Mark Rejter: 28 maart - 5 juni 1943
- kolonel-generaal Markian Popov: 5 juni - 10 oktober 1943

### Slagorde
- 11e Leger (Sovjet-Unie),
- 3e Leger (Sovjet-Unie),
- 4e Tankleger (Sovjet-Unie),
- 61e Leger (Sovjet-Unie),
- 63e Leger (Sovjet-Unie).

### Veldslagen
De troepen van het Front namen deel aan de strategische offensieve operatie van Fjodor Koetoezov van Orjol, de operatie in Brjansk.
Het front bevrijdde Brjansk in augustus – september 1943.
Op 10 oktober 1943 ontbond Stavka het Brjanskfront omdat het doel bereikt was. De eenheden gingen over naar het 1e Wit-Russische Front met als doel om Wit-Rusland te bevrijden. Het hoofdkwartier van het Brjanskfront ging over naar het 2e Baltische Front met als nieuw doel de Baltische Staten bevrijden.